# Batalla de Bloody Marsh
La batalla de Bloody Marsh (7 de julio de 1742), también conocida como batalla de la isla de Saint Simons o del Pantano Sangriento, fueron una serie de escaramuzas entre tropas españolas y británicas ocurridas en el pantano del mismo nombre de la isla de St. Simons, situada al sureste de Georgia (Estados Unidos). Los combates tuvieron lugar como parte de la guerra del Asiento entre España y Gran Bretaña, iniciada en 1739.

## Desarrollo

### Los españoles en Georgia
Después del fracasado sitio de San Agustín (1740), las tropas del gobernador James Oglethorpe retornaron a Georgia y reorganizaron las defensas del territorio con vistas a una más que previsible contrainvasión española en territorio británico. Esta se produjo finalmente el 5 de julio de 1742, cuando un ejército formado por tropas de San Agustín, milicianos negros del Fuerte Mosé y granaderos de La Habana dirigidos por el gobernador español de Florida, Manuel de Montiano, desembarcaron en la isla de St. Simons y tomaron sin problemas el fuerte británico del mismo nombre, donde establecieron su base de operaciones. El 7 de julio Montiano ordenó que una avanzadilla de 100 hombres se adelantase en dirección a otro fuerte situado al oeste, el Frederica, e inspeccionase la zona. Este movimiento llegó a oídos de Oglethorpe, que se encontraba precisamente en el Frederica y decidió salir a su vez al mando de una compañía de highlanders escoceses para emboscar a los españoles.

### Gully Hole Creek
Sin embargo, antes de que Oglethorpe localizara a los españoles, estos se encontraron de forma fortuita con una patrulla inglesa acompañada por guerreros indios de la tribu yamacraw. Así comenzó un primer combate en un lugar conocido como Gully Hole Creek, situado aproximadamente a 1,5 km del fuerte Frederica. La llegada de los escoceses dirigidos por Oglethorpe inclinó la balanza en favor de los británicos, y los españoles se vieron obligados a romper filas, quedando divididos en dos grupos: uno que retornó hacia el fuerte St. Simons e informó a Montiano de la situación, y otro que se retiró hacia el sur de la isla, quedando incomunicado. En medio quedaron 12 españoles muertos y otros 10 que fueron hechos prisioneros. Las bajas británicas se saldaron con un solo highlander muerto y un número indeterminado de heridos (entre ellos el príncipe yamacraw Toonahowi, famoso por una visita a Londres en la que llegó a conocer personalmente al rey Jorge II de Gran Bretaña).

### El "pantano sangriento"
Oglethorpe aprovechó esta primera victoria para ganar terreno y dispuso un regimiento de regulares británicos junto a otro de escoceses bajo el mando del teniente MacKay en una zona pantanosa de obligado cruce para cualquier ejército que se moviera entre Frederica, St. Simons y las tropas españolas aisladas en el sur. Acto seguido, Oglethorpe regresó al Fuerte Frederica y reunió allí a las fuerzas británicas restantes.
Tal y como estaba previsto, Montiano cayó en la trampa y envió una expedición de rescate formada por tres compañías de granaderos (200 hombres en total) al mando del capitán Antonio Barba con el fin de localizar a los supervivientes de la avanzadilla, que marchó a través de la ruta pantanosa en la que se habían apostado los británicos. Sin embargo, una vez que MacKay dio la orden de atacar desenvainando su sable, las cosas no fueron como estaban previstas y se desató el pánico entre los británicos. Tres pelotones rompieron filas y huyeron en ese momento hacia Frederica, dejando solo a un reducido grupo de regulares e highlanders dirigidos por el teniente Patrick Sutherland. Los que huían se encontraron por el camino con el propio Oglethorpe, que se dirigía a caballo hacia el lugar de la batalla. El general británico montó entonces en cólera y ordenó a todos los hombres que volvieran tras sus pasos de inmediato. Estos lo hicieron, pero cuando llegaron al lugar de la batalla se encontraron con que ya se había acabado.
Sutherland, resuelto a pelear, había mantenido un largo intercambio de disparos con los españoles mientras buena parte de sus compañeros huían. La lucha se prolongó hasta que los hispanos se quedaron sin munición y optaron por retirarse. De acuerdo con el informe oficial de Montiano, tan sólo 7 españoles (entre los que se encontraba el capitán Barba, mortalmente herido en la refriega) perecieron debido a los combates en el pantano, si bien las fuentes anglosajonas posteriores tienden a exagerar la cifra hasta llegar a las 50 víctimas en el bando español, llegando a asegurar que la sangre de los muertos era tan abundante que el agua se tiñó de rojo. Esta historia, razón por la cual el lugar se llama actualmente Bloody Marsh ("pantano sangriento"), no se sostiene hoy en día y parece ser un simple ejemplo de exageración propagandística. En cualquier caso, lo cierto es que los españoles pudieron localizar a sus compañeros extraviados y regresar posteriormente a St. Simons, mientras que Sutherland se las apañó para no perder un solo hombre en el combate y salvar de paso el prestigio inglés en el lugar.

### El día siguiente
Tras las escaramuzas del día 7, la isla se sumió en una tensa calma durante una semana. Montiano reagrupó sus fuerzas y estudió la posibilidad de lanzar un nuevo ataque sobre el río Frederica, al sur del fuerte del mismo nombre. No obstante, mientras ocurría esto Oglethorpe decidió jugar su última carta liberando a los prisioneros españoles, luego de decir a uno de ellos que estaba a punto de recibir enormes refuerzos procedentes de Charlestown (lo cual era falso). El prisionero informó a Montiano y éste, tras observar algunos barcos británicos moviéndose por la zona, mordió el anzuelo y en lugar de tentar a la suerte, decidió destruir el fuerte y retornar finalmente a Florida el día 15. Bloody Marsh, que no fue tan sangrienta como se dijo después, tampoco fue lo que evitó que Georgia fuese española (tal y como se conmemora hoy en día en el estado norteamericano), sino una simple mentira. Una mentira que mantuvo el statu quo en la frontera de Florida durante los siguientes 6 años que se prolongó la guerra entre España y Gran Bretaña.